# جسم حزام كايبر كلاسيكي

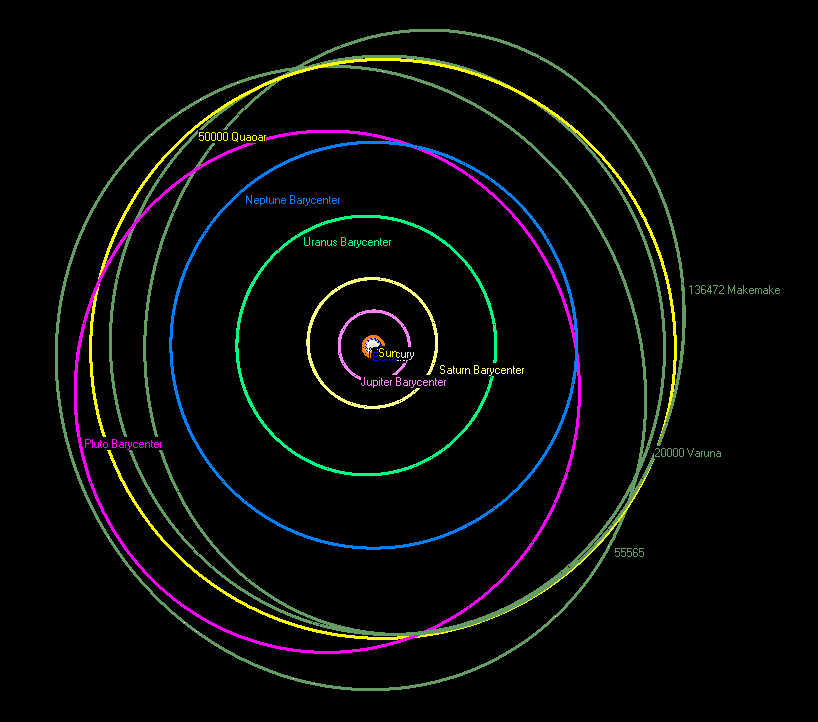
مدارات كوبيوانوس مختلفة بالمقارنة مع مدار نبتون (الأزرق) وبلوتو (الوردي)

جسم حزام كايبر الكلاسيكي ويسمى أيضا كوبيوانو (/ˌkjuːbiːˈwʌnoʊ/ "QB1-o"), هو جرم فلكي في حزام كايبر منخفض الانحراف (KBO) يدور خارج نبتون ولا يسيطر عليها الرنين المداري مع نبتون.
أجسام كوبيوانوس لديها مدارات بمحاور شبه رئيسية في نطاق 40-50 وحدة فلكية، وعلى عكس بلوتو، لا تعبر مدار نبتون. وهذا يعني، أنها منخفضة الانحراف وأحيانا مداراتها منخفضة الميل مثل الكواكب الكلاسيكية.
اسم «كوبيوانو (cubewano)» مشتق من (Trans-Neptunian object) (TNO) أول جرم وراء نبتوني أجرام مابعد بلوتو وشارون،(15760) 1992 QB1 }. وكثيرا ما كانت الأجسام المشابهة التي عثر عليها في وقت لاحق تسمى "QB1-o" أو «كوبيوانوس»، نسبة لهذا الجرم، على الرغم من أن مصطلح «كلاسيكال» كثيرا ما يستخدم في الأدبيات العلمية.
وتشمل الاجسام التي تعرف بكوبيوانوس ما يلي:
- (15760) 1992 QB1[3]
- ماكيماكي أكبر، كوبيوانو معروف، وكوكب قزم[3]
- (50000) كوار و (20000) فارونا، كلهما يعتبران أكبر جرم وراء نبتوني في وقت الاكتشاف[3]
- 19521 كيآس، 58534 Logos, 53311 Deucalion, 66652 Borasisi, 88611 Teharonhiawako
- (33001) 1997 CU29, (55636) 2002 TX300, (55565) 2002 AW197, (55637) 2002 UX25
- هاوميا تم إدراجة مؤقتا ككبيوانو من قبل مركز الكواكب الصغيرة في عام 2006 [4] ولكن تبين أنة جرم وراء نبتوني رنان.[3]